# 9 Batalion Ochrony Pogranicza
Samodzielny Batalion Ochrony Pogranicza nr 9 – samodzielny pododdział Wojsk Ochrony Pogranicza.

## Formowanie i zmiany organizacyjne
Na podstawie rozkazu MON nr 055/org. z 20 marca 1948, na bazie Mazurskiego Oddziału WOP nr 5, sformowano 7 Brygadę Ochrony Pogranicza, a 24 komendę odcinka WOP przemianowano na batalion Ochrony Pogranicza nr 9.
Rozkazem Ministra Obrony Narodowej nr 205/Org. z 4 grudnia 1948, z dniem 1 stycznia 1949, Wojska Ochrony Pogranicza podporządkowano Ministerstwu Bezpieczeństwa Publicznego. Zaopatrzenie batalionu przejęła Komenda Wojewódzka Milicji Obywatelskej.
Z dniem 1 stycznia 1951, na podstawie rozkazu MBP nr 043/org z 3 czerwca 1950, na bazie 7 Brygady Ochrony Pogranicza, sformowano 19 Brygadę Wojsk Ochrony Pogranicza, a 9 batalion Ochrony Pogranicza przemianowano na 193 batalion WOP.

## Struktura organizacyjna
Dyslokacja batalionu przedstawiała się następująco :
- dowództwo batalionu – Węgorzewo
- 114 strażnica – Assany (Assauen)
- 115 strażnica – Rudziszki
- 116 strażnica – Frydrówka (Fridrichswalde)
- 117 strażnica – Ząbiny (Augerapp)

## Dowódcy batalionu
- kpt. Arkadiusz Rozenkier
- mjr Zygmunt Stein